# مقاطعة عيلام
مقاطعة إيلام (بالکردیة:شاری ئیلام/Bajarê Îlam,بالفارسیة: شهرستان ایلام)هي إحدى مقاطعات محافظة إيلام في إيران. عاصمة المقاطعة هي إيلام. حسب تعداد 2006، بلغ عدد السكان 193,222 نسمة في 42,207 عائلة.